# Élection présidentielle gabonaise de 1986
L'élection présidentielle gabonaise de 1986 a eu lieu le 9 novembre 1986. Le seul candidat, le président sortant Omar Bongo Ondimba, l'a emporté avec 100 % des suffrages.

## Résultats
| Candidats                                        | %     | Suffrages |
| ------------------------------------------------ | ----- | --------- |
| Omar Bongo Ondimba (Parti démocratique gabonais) | 100 % | 903 739   |